# Шваниц, Кристина
Кристина Шваниц (нем. Christina Schwanitz; род. 24 декабря 1985, Дрезден) — немецкая легкоатлетка, которая специализируется в толкании ядра. Чемпионка Европы 2013 года в помещении,, чемпионка Европы 2014 года, чемпионка мира 2015 года. Бронзовый призёр чемпионата мира среди юниоров 2004 года. На олимпиаде 2008 года вышла в финал, в котором заняла 11-е место. На олимпийских играх 2012 года заняла 10-е место.
Серебряный призёр чемпионата мира в Москве 2013 по лёгкой атлетике с личным рекордом 20,41.
На предолимпийском чемпионате мира 2019 года, который состоялся в столице Катара, немецкая спортсменка толкнула снаряд на 19,17 метра и стала бронзовым призёром мирового первенства.
На Чемпионате Европы в помещении в польскому Торуне в марте 2021 года с результатом 19,04 и завоевала бронзовую медаль чемпионата континента.